# Johann Ulrich Sutter-Sutter

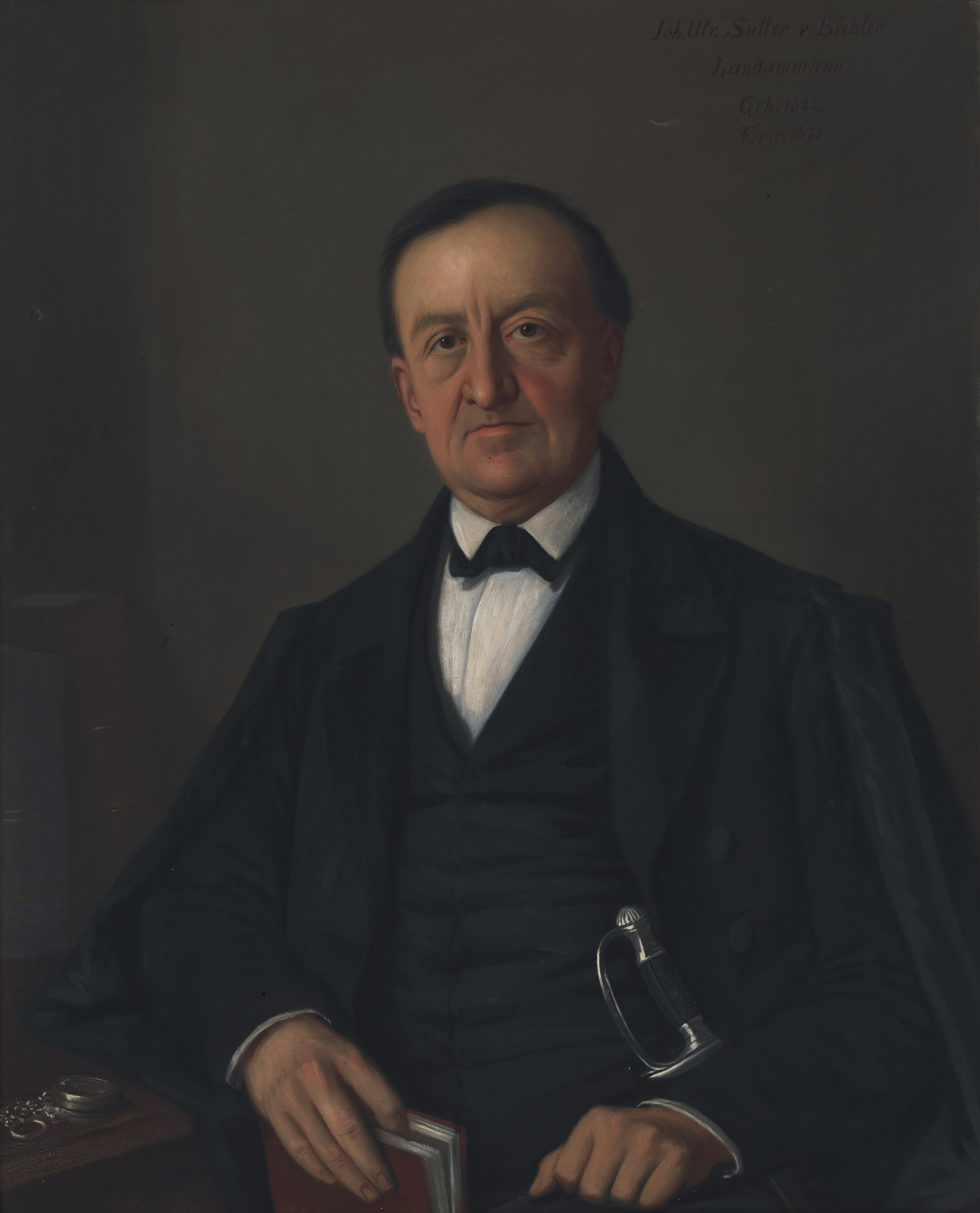
Johann Ulrich Sutter, Landammann von Appenzell Ausserrhoden, Gemälde von Sebastian Buff (1872)

Johann Ulrich Sutter (* 10. Juni 1822 in Bühler; † 10. August 1882 in Bühler; heimatberechtigt in Bühler) war ein Schweizer Kaufmann, Landammann und Nationalrat aus dem Kanton Appenzell Ausserrhoden.

## Leben
Johann Ulrich Sutter war ein Sohn von Johann Ulrich Sutter, Landwirt und Weber, und Anna Frehner. Im Jahr 1847 heiratete er Louise Sutter, Tochter von Johann Ulrich Sutter.
Mit zwölf Jahren trat Sutter ins Geschäft seines späteren Schwiegervaters ein, mit dem er nicht verwandt war. Er besuchte dessen private Realschule. Danach absolvierte er von 1840 bis 1842 eine kaufmännische Ausbildung in Florenz. Diese setzte er ab 1842 bis 1845 in Palermo fort. Ab 1845 arbeitete er als Buchhalter bei seinem Schwiegervater. 1869 übernahm er die Firma.
Von 1849 bis 1860 war der gemässigt liberale Sutter Gemeindehauptmann von Bühler. Ab 1860 bis 1867 und von 1875 bis 1878 amtierte er als Oberrichter. Von 1867 bis 1871 versah er das Amt des Landesseckelmeisters. Er sass von 1868 bis 1870 im Nationalrat. In den Jahren 1871 bis 1875 war er Ausserrhoder Landammann und ab 1875 bis 1879 Revisionsrat. Er gehörte von 1876 bis 1880 der Kantonalbankverwaltung an und leitete bis 1882 die Sparkasse Bühler.